# أوكتافيان يونسكو
أوكتافيان يونسكو (بالرومانية: Octavian Ionescu)‏ هو لاعب كرة قدم روماني في مركز الدفاع، ولد في 15 مارس 1990 في ترجوفيشت في رومانيا. لعب مع SCM Pitești (football) ‏.

## وصلات خارجية
- أوكتافيان يونسكو على موقع قاعدة بيانات كرة القدم.إي يو (الإنجليزية)
- أوكتافيان يونسكو على موقع Soccerway.com (الإنجليزية)